# Dan, tant och lilla fröken Söderlund
Dan, tant och lilla fröken Söderlund är en svensk komedifilm från 1924 i regi av Sigurd Wallén. I rollerna ses bland andra Tyra Dörum, Victor Lundberg och Erik Dan Bergman.

## Om filmen
Bergman agerade även manusförfattare under pseudonymen Dan och fotograf var Henrik Jaenzon. Filmen spelades in våren 1924 i Stockholm (bland annat i Centralsaluhallen vid Kungsbron) och på Lidingö. Den premiärvisades 8 september 1924 på biografen Palladium i Göteborg och mottogs positivt bland kritikerna.

## Handling
Tant styr despotiskt över sin make och sina inackorderade.

## Rollista
- Tyra Dörum – Tant
- Victor Lundberg – Johannes, hennes make
- Erik Dan Bergman – Dan
- Thor Modéen – Gusten Pettersson, varuhusbiträde
- Dagny Lind – fröken Söderlund
- Carl-Gunnar Wingård – Lundberg, notarie
- Eugen Nilsson – herr Jonsson
- Gucken Cederborg – fru Jonsson
- Gustaf Lövås – expedit
- Nils Karlsson – polis